# Kroonmaina
De kroonmaina (Ampeliceps coronatus) is een vogelsoort uit de familie Sturnidae.

## Verspreiding en leefgebied
Deze soort komt voor van India tot Vietnam en het noorden van Maleisië.